# Alex Sandro
Alex Sandro Lobo da Silva, thường được biết đến với tên gọi Alex Sandro (sinh ngày 26 tháng 1 năm 1991), là một cầu thủ bóng đá chuyên nghiệp người Brasil hiện đang thi đấu cho câu lạc bộ Campeonato Brasileiro Série A Flamengo ở vị trí hậu vệ trái.
Ở cấp câu lạc bộ, Alex Sandro đã bắt đầu sự nghiệp của mình với câu lạc bộ ở Brasil là Atletico Paranaense, sau này cũng thi đấu cho Santos dưới dạng mượn. Năm 2011, anh gia nhập đội bóng của Bồ Đào Nha là Porto giá 9,6 triệu euro, cùng với đồng đội và cũng là đồng hương Danilo, người đóng vai trò như một hậu vệ phải. Anh gia nhập Juventus vào năm 2015 với mức phí 26 triệu euro và giành được 2 danh hiệu trong mùa giải đầu tiên của mình với Juve.
Ở cấp độ quốc tế, Alex Sandro cũng chơi cho đội tuyển bóng đá quốc gia Brasil từ năm 2011 đến năm 2022. Ở cấp độ đội trẻ, anh cũng đại diện cho tuyển quốc gia U-20 Brasil chiến thắng cả hai giải vô địch Nam Mỹ và FIFA U-20 World Cup vào năm 2011. Cùng đội tuyển U-23 Brasil anh cũng giành được một huy chương bạc tại Thế vận hội Mùa hè 2012.

## Thống kê sự nghiệp

### Câu lạc bộ
Tính đến 23 tháng 5 năm 2021
| Câu lạc bộ          | Mùa giải            | Giải đấu            | Giải đấu | Giải đấu | Cúp quốc gia | Cúp quốc gia | Châu lục | Châu lục | Khác | Khác | Tổng cộng | Tổng cộng |
| Câu lạc bộ          | Mùa giải            | Hạng                | Trận     | Bàn      | Trận         | Bàn          | Trận     | Bàn      | Trận | Bàn  | Trận      | Bàn       |
| ------------------- | ------------------- | ------------------- | -------- | -------- | ------------ | ------------ | -------- | -------- | ---- | ---- | --------- | --------- |
| Atlético Paranaense | 2008                | Série A             | 1        | 0        | 0            | 0            | –        | –        | 0    | 0    | 1         | 0         |
| Atlético Paranaense | 2009                | Série A             | 16       | 0        | 0            | 0            | –        | –        | 8    | 1    | 24        | 1         |
| Atlético Paranaense | Tổng cộng           | Tổng cộng           | 17       | 0        | 0            | 0            | –        | –        | 8    | 1    | 25        | 1         |
| Santos              | 2010                | Série A             | 24       | 1        | 4            | 1            | –        | –        | 1    | 1    | 29        | 3         |
| Santos              | 2011                | Série A             | 6        | 0        | –            | –            | 11       | 0        | 7    | 0    | 24        | 0         |
| Santos              | Tổng cộng           | Tổng cộng           | 30       | 1        | 4            | 1            | 11       | 0        | 8    | 1    | 53        | 3         |
| Porto               | 2011–12             | Primeira Liga       | 7        | 1        | 0            | 0            | 1        | 0        | 3    | 0    | 11        | 1         |
| Porto               | 2012–13             | Primeira Liga       | 25       | 1        | 0            | 0            | 6        | 0        | 5    | 0    | 36        | 1         |
| Porto               | 2013–14             | Primeira Liga       | 26       | 0        | 5            | 0            | 11       | 0        | 5    | 0    | 47        | 0         |
| Porto               | 2014–15             | Primeira Liga       | 28       | 1        | 0            | 0            | 11       | 0        | 1    | 0    | 40        | 1         |
| Porto               | 2015–16             | Primeira Liga       | 1        | 0        | 0            | 0            | 0        | 0        | 0    | 0    | 1         | 0         |
| Porto               | Tổng cộng           | Tổng cộng           | 87       | 3        | 5            | 0            | 29       | 0        | 14   | 0    | 135       | 3         |
| Juventus            | 2015–16             | Serie A             | 22       | 2        | 5            | 0            | 5        | 0        | —    | —    | 32        | 2         |
| Juventus            | 2016–17             | Serie A             | 27       | 3        | 4            | 0            | 10       | 0        | 1    | 0    | 42        | 3         |
| Juventus            | 2017–18             | Serie A             | 26       | 4        | 2            | 0            | 10       | 0        | 1    | 0    | 39        | 4         |
| Juventus            | 2018–19             | Serie A             | 31       | 1        | 2            | 0            | 9        | 0        | 1    | 0    | 43        | 1         |
| Juventus            | 2019–20             | Serie A             | 29       | 1        | 5            | 0            | 6        | 0        | 1    | 0    | 41        | 1         |
| Juventus            | 2020–21             | Serie A             | 26       | 2        | 3            | 0            | 5        | 0        | 0    | 0    | 34        | 2         |
| Juventus            | Tổng cộng           | Tổng cộng           | 161      | 13       | 21           | 0            | 46       | 0        | 4    | 0    | 232       | 13        |
| Tổng cộng sự nghiệp | Tổng cộng sự nghiệp | Tổng cộng sự nghiệp | 295      | 17       | 32           | 1            | 86       | 0        | 34   | 2    | 447       | 20        |

### Quốc tế
Tính đến 9 tháng 12 năm 2022
| 2011      | 2  | 0 |
| 2012      | 4  | 0 |
| 2013      | –  | – |
| 2014      | 0  | 0 |
| 2015      | –  | – |
| 2016      | –  | – |
| 2017      | 4  | 0 |
| 2018      | 2  | 1 |
| 2019      | 11 | 0 |
| 2021      | 12 | 1 |
| 2022      | 5  | 0 |
| Tổng cộng | 40 | 2 |

### Bàn thắng quốc tế
| #  | Ngày                 | Địa điểm                                                   | Đối thủ     | Bàn thắng | Kết quả | Giải đấu          |
| -- | -------------------- | ---------------------------------------------------------- | ----------- | --------- | ------- | ----------------- |
| 1. | 12 tháng 10 năm 2018 | Sân vận động Quốc tế Nhà vua Fahd, Riyadh, Ả Rập Xê Út     | Ả Rập Xê Út | 2–0       | 2–0     | Giao hữu          |
| 2. | 17 tháng 6 năm 2021  | Sân vận động Olympic Nilton Santos, Rio de Janeiro, Brasil | Perú        | 1–0       | 4–0     | Copa América 2021 |

## Danh hiệu
Santos
- Copa do Brasil: 2010
- Copa Libertadores: 2011
- Campeonato Paulista: 2010, 2011

Porto
- Primeira Liga: 2011–12, 2012–13
- Supertaça Cândido de Oliveira: 2013

Juventus
- Serie A: 2015–16, 2016–17, 2017–18, 2018–19, 2019–20
- Coppa Italia: 2015–16, 2016–17, 2017–18, 2020–21, 2023–24[3]

Brazil U20
- FIFA U-20 World Cup: 2011
- South American U-20 Championship: 2011

Brazil
- Copa América: 2019[4]
- Superclásico de las Américas: 2018